# Ada Bojana
Ada Bojana (montenegrói nyelven: Ада Бојана, ejtsd [ǎːda bɔ̌jana]; albánul: Ishulli i Bunës; szerbül: Ада Бојана, jelentés: Bojana-sziget) egy sziget Montenegróban, Ulcinj településen, az albán határon.

## Ada Bojana fekvése
A sziget a Bojana folyó deltájában keletkezett. Ez egy mesterséges sziget, a legenda szerint a folyó torkolatánál egy elsüllyedt hajó körül a folyóból összegyűlt homokból alakult ki. Montenegró déli csücskében található, az egyetlen folyó, amely elválasztja Montenegrót Albániától.
A sziget háromszög alakú, két oldalról a Bojana folyó, délnyugatról pedig az Adriai-tenger határolja. Területe 4,9 négyzetkilométer.
Népszerű turisztikai célpont, mivel 3 km hosszú homokos strandja és számos, tradicionálisan halászott halat kínáló, kiváló étterme van. 

## Ada Bojana és a naturizmus
Ada Bojana fő bevételi forrása a naturizmushoz kapcsolódó turizmus.
Ada Bojana (Ada Buna) a naturisták paradicsoma. Az 1972-ben épült Ada első szakasza 83 kis házikót kínál az Adriai-tengerre néző kilátással, 320 férőhellyel. A szállodakomplexum a sziget délnyugati oldalán található. 
A Bojana (Buna) nudista sziget Ulcinjtól 15 km-re található, nevezetes az érintetlen természetéről. Bár a mediterrán régióban fekszik, Ada uralkodó éghajlata szubtrópusi.

## Ada Bojana helye a nemzetközi turizmusban
A New York Times a 2010-es év legjobb úti céljainak rangsorába - "Top Places to Go in 2010" - Ada Bojana és Montenegró déli partvidéke is bekerült.

## Webhelyek

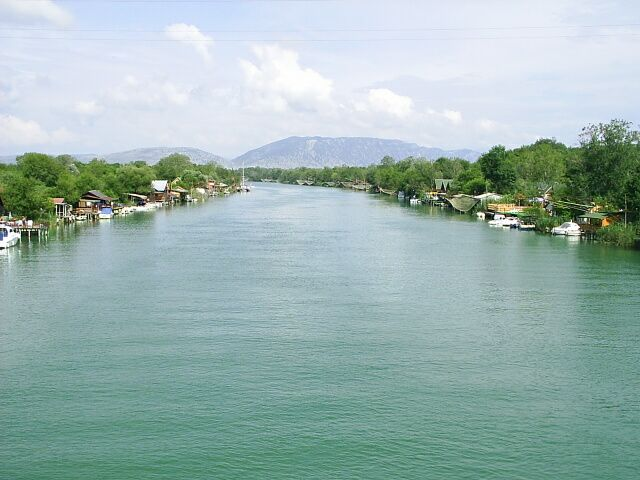
[https://montenegro-utazas.info/ada-bojana/ A Bojana folyó

Képek, videók és hangfájlok gyűjteménye Ada Bojanaról
Ada Bojana, a naturisták paradicsoma Archiválva 2022. november 17-i dátummal a Wayback Machine-ben